# Fertirrigació

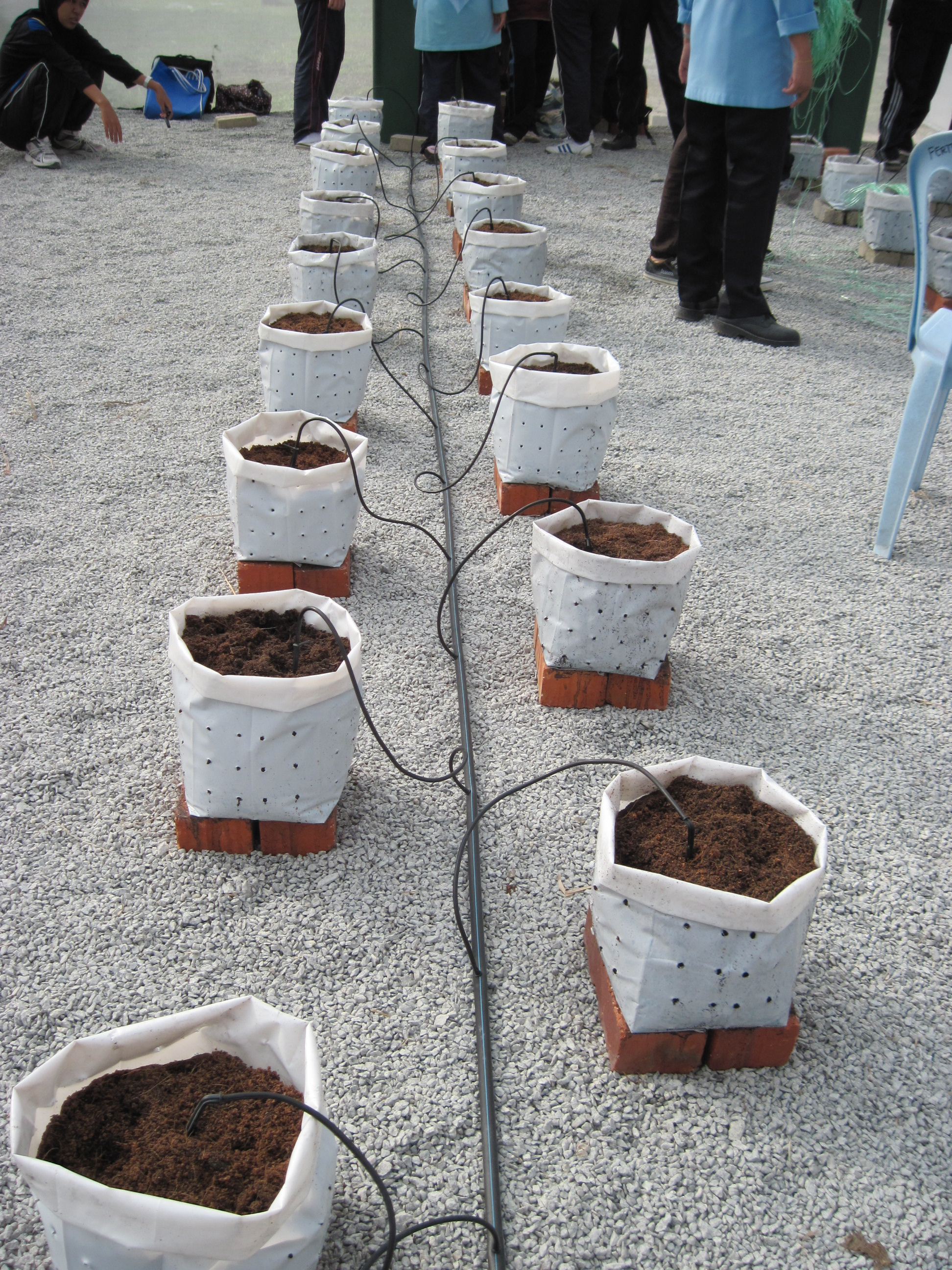
Fertirrigació.

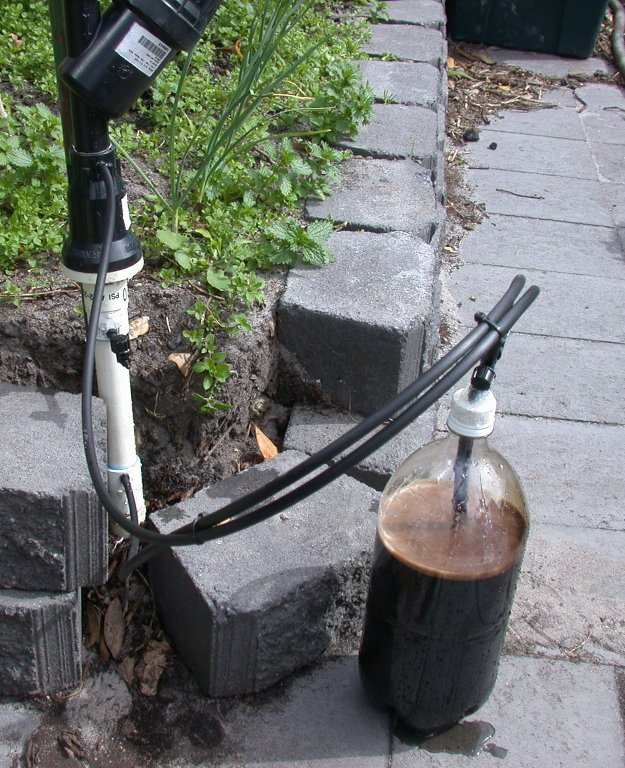
Exemple de fertirrigació

Fertirrigació és l'aplicació de fertilitzants, esmenes del sòl, o d'altres productes solubles en aigua a través del sistema de reg.
La quimirrigació (en anglès:chemigation), que és un terme relacionat, és l'aplicació de productes químics a través del sistema de reg. Els productes que en aquest segon cas s'incorporen són, principalment, plaguicides, fungicides i herbicides els quals són més perillosos pel medi ambient.

## Utilització
La fertirrigació és molt usada en l'agricultura comercial i l'horticultura i es comença a usar en aplicacions generals al paisatge.
- La fertirrigació es fa servir per subministrar nutrients addicionals o fer una correcció de les deficiències en nutrients que es detectin en una anàlisi dels teixits de les plantes.

- Normalment es fa servir en cultius de preu alt com són les hortalisses, la gespa, els arbres fruiters i les plantes ornamentals.

## Nutrients normalment utilitzats
- Es poden usar en el sistema de fertirrigació la majoria dels nutrients de les plantes ja sia en formes sòlides solubles o en formes líquides o solucions (solucions d'àcid nítric, àcid fosfòric, aminoàcids, etc.).

- El nitrogen és el nutrient més usat ja sia en forma de nitrat, amoni, o urea en forma de nitrat d'amoni, nitrat de calci, nitrat de potassi, sulfat d'amoni, dihidrogenfosfat d'amoni, hidrogenfosfat d'amoni.

- Altres nutrients molt utilitzats són els de fòsfor en forma de fosfat com el polifosfat d'amoni, fosfat d'urea, dihidrogenfosfat d'amoni, hidrogenfosfat d'amoni, i de potassi en forma de sulfat de potassi.

- Oligoelements: en forma de sals minerals inorgàniques (ferro, manganès, zinc, coure, molibdè, bor) o en forma de productes orgànics o quelats (ferro, manganès, zinc i coure).

## Avantatges de la fertirrigació
Respecte a l'adobat tradicional:
- Incrementen l'absorció dels nutrients per part de les plantes
- Redueixen la quantitat necessària d'adobs a aplicar
- Redueixen la lixiviació cap a les aigües subterrànies
- Reducció, per la millor eficiència, la quantitat d'aigua a subministrar a les plantes.
- Els nutrients s'apliquen en el moment més adequat i en la taxa adient dins del cicle de les plantes cultivades.

## Inconvenients
- Nescessita utilitzar adobs ambcaracterístiques especials com són les de tenir alta solubilitat i elevada puresa.[1]

- Risc d'obturació dels goters per la precipitació química dels adobs.

- Utilitza fertilitzants químics de poca sostenibilitat mediambiental en lloc dels fertilitzants de tipus orgànics.

- La concentració de la solució davalla a mesura que el fertilitzant es dissol

- Dona com a resultat una pèrdua de pressió en la línia principal de la conducció de la solució

- Capacitat limitada

- Depèn del subministrament d'aigua i està afectat per les restriccions en cas de secada.

## Controls
Pel seu potencial risc de contaminació, requereixen ´d'un sistema per evitar el retrocés del flux.

## Mètodes usats en fertirrigació
- Reg gota a gota

- Sistemes d'asperssió.

- Altres mètodes que inclouen, per exemple, el pivot central

- Aplicació contínua a una taxa constant

- Aplicació en tres estadis

- Aplicació proporcional amb la taxa d'injecció proporcional a la descàrrega d'aigua

- Aplicació quantitativa en una quantitat calculada

Per tal de determinar la taxa d'injeccó per a un fertilitzant determinat es pot usar la fórmula:

Taxa màxima d'injecció = (5 x Q x L) / (f X 60)

on Q = descàrrega de la bomba d'irigació en litres per segon L = volum del dipòsit de fertilitzants en litres i F = quantitat de fertilitzant en grams.

## Disseny del sistema
El tipus més simple és disposar d'un dipòsit (preferentment de plàstic, donat que el ferro o l'acer pateixen per la corrosió) amb una bomba, un injector de fertilitzant (basat en l'efecte Venturi), tubs de distribució i un goter, també cal un agitador, una vàlvula de control i un filtre. Depenent del sistema poden caldre equips addicionals com són les vàlvules reguladores de pressió i les bombes mescladores.